# Santibáñez de Vidriales
Santibáñez de Vidriales é um município da Espanha na província de Zamora, comunidade autónoma de Castela e Leão, de área 76,00 km² com população de 1183 habitantes (2007) e densidade populacional de 16,93 hab/km².

## Demografia
| Variação demográfica do município entre 1991 e 2004 | Variação demográfica do município entre 1991 e 2004 | Variação demográfica do município entre 1991 e 2004 | Variação demográfica do município entre 1991 e 2004 |
| --------------------------------------------------- | --------------------------------------------------- | --------------------------------------------------- | --------------------------------------------------- |
| 1991                                                | 1996                                                | 2001                                                | 2004                                                |
| 1581                                                | 1437                                                | 1334                                                | 1287                                                |